# تمزق الأبهر
تمزق الأبهر (بالإنجليزية: Aortic rupture)‏ هو تمزق الشريان الأبهر، وهو أكبر شريان في الجسم. يعد تمزق الأبهر حالة نادرة ولكنها خطيرة جداً. أشيع سبب له هو التمزق العفوي لأم الدم الأبهرية البطنية. يجب تمييز تمزق الأبهر عن تسلخ الأبهر، حيث أن التسلخ عبارة عن تمزق في الطبقة الداخلية لجدار الأبهر مما يمنع تدفق الدم عبر الأبهر إلى القلب والأعضاء البطنية.
يمكن تصنيف تمزق الأبهر وفقاً لسببه إلى أحد الأنواع الرئيسية التالية:
- تمزق الأبهر الرضي.
- تمزق أبهر تالي لأم الدم الأبهرية.[1]

## الأعراض والعلامات

### الأعراض
- ألم شديد، يتموضع في البطن، الخاصرة، المنطقة الإربية، أو الظهر.
- فقدان الوعي.
- الموت.

### العلامات
- انخفاض ضغط الدم بسبب صدمة نقص الحجم.
- ازدياد معدل ضربات القلب.
- إزرقاق الجلد.
- تغير مستوى الوعي.
- تكدم الخاصرتين، وهي علامة عن النزف خلف الصفاق.
- الموت.

## الأسباب
أشيع سبب لتمزق الأبهر هو تمزق أم الدم الأبهرية البطنية. تتضمن الأسباب الأخرى الرض والأسباب علاجية المنشأ.

## الآلية المرضية
يعتبر جدار الأبهر بنية مرنة تتطلب المتانة. يحدث التمزق إما بسبب ضعف قوة الجدار في نقطة يكون فيها الضغط الدموي الجهازي أشد من قوة الجدار، أو بسبب التخرب الخارجي المنشأ لجدار الأبهر، بواسطة ورم أو آلة راضة. يمكن أن يحدث النزف خلف الصفاق أو داخل الصفاق، أو قد يحدث ناسور أبهري-أجوفي ( بين الأبهر والوريد الأجوف السفلي) أو ناسور أبهري-معوي ( بين الأبهر والأمعاء الدقيقة).

## التشخيص
غالباً ما يشتبه بالتشخيص في الحالات الخطيرة (القريبة من الموت) مع رض بطن ووجود عوامل خطورة. يُؤكَّد التشخيص بسرعة في غرفة الطوارئ عن طريق التصوير بالأمواج فوق الصوتية أو التصوير الطبقي المحوري.

## الوقاية
تبدأ الوقاية بإجراء فحوص مسح لتحري أمراض الأبهر. إذا وجد استطباب للعلاج، يمكن أن يتم العلاج بالإصلاح داخل الوعائي لأم الدم أو إصلاح مفتوح للأبهر المصاب وبالتالي الحد من خطر تمزق الأبهر.

## العلاج
يمكن إصلاح تمزق الأبهر جراحياً عبر عملية الشريان الأبهر المفتوح أو باستخدام الإصلاح داخل الوعائي، بغض النظر عن السبب، تماماً كما يتم إصلاح أم الدم الأبهرية الغير ممزقة. يمكن وضع قسطرة بالونية في الأبهر ليستقر وضع المريض وللحد من فقدان الدم قبل بدء التخدير.

## المآل
قد تصل نسبة الوفيات بسبب تمزق الأبهر حتى 90% من الحالات. يموت 65 –75% من المرضى قبل وصولهم للمشفى ويموت حوالي 90% من المرضى قبل وصولهم لغرفة العمليات.